# Artesanato em tururi
O artesanato em tururi é um produto feito manualmente por muitos artesãos e ribeirinhos da região amazônida brasileira utilizando a fibra vegetal tururi do ubucuzeiro (Manicaria saccifera) e da castanheira (Bertholletia excelsa), tururi apresenta a morfologia das fibras celulósicas (flexibilidade e resistência) possui aplicabilidade mercadológica diversificada, muito utilizada na confecção de artesanatos e utilitários de moda. Esta fibra como um produto surgiu através da criação de sacolas vendidas nos mercados regionais.
O tururi que aparece na nautreza na forma de um saco fibroso que envolve os frutos da palmeira Ubuçu (Manicaria saccifera Gaertn), abundante nas áreas de várzeas da Amazônia brasileira. é constantemente utilizada por artesãos e população ribeirinha na região amazônica.

## Ubucuzeiro
O ubucuzeiro (Manicaria saccifera) é uma palmeira encontrada na América Central e do Sul, abundante nas várzeas e ilhas de Trinidad e da Amazônia brasileira, com frutos em forma de cocos pequenos, da família Arecaceae e uma espécie do género Manicaria. principalmente nos estados do Amazonas, Pará e Amapá

## Castanheira
A castanheira (Bertholletia excelsa)  é uma árvore de grande porte, originária da floresta de terra firme, muito abundante no norte do Brasil e na Bolívia (endêmica na floresta amazônica),

## Artesanato
Esta fibra tem as características de flexibilidade e de resistência das fibras celulósicas, sendo assim utilizada por artesãos e ribeirinhos na região amazônida. Possui uma aplicabilidade mercadológica diversificada através do ecodesign, como: compósitos usados em mobiliário ou construção civil; produtos têxteis um tecido na produção de moda; produto de papelaria na forma de papel para caderno... como faz o casal Hilson Rabelo e Eliane Rabelo, artesãos que produzem papel utilizando as "fibras da Amazônia" (tururi, miriti, patichuli, bananeira). De acordo com Felícia Assmar Maia, a fibra na forma de um produto mercadológico iniciou com a criação de sacolas vendidas nos mercados locais.

## Ecodesign
A floresta amazônica é um dos ecosistemas/biomas mais extenso do Brasil, que representa 1/3 (hum terço) das florestas tropicais do mundo, contendo a mais elevada biodiversidade. Os impactos ambientais foram muitos nesta região durante o século XX trazendo vários tipos de perdas (ambiental e econômica), provocados por: queimada, extrativismo de matéria-prima, venda de madeira nobre, biopirataria, implantação de mineração e, agropecuária.
A consciência ambiental levou a sociedade e as indústrias à discutirem soluções para os comportamentos sociais que afetam os ecosistemas. O ecodesign é um tipo de projeto ecologicamente necessário, orientado por critérios ambientais e legislação sobre o meio ambiente, partindo do redesenho dos produtos, abragendo também aspectos econômicos, como: redução de custos, competição empresarial, pressões do mercado, inovação, motivação de empregadores e, como ferramenta de marketing.
O ecodesign promove novos critérios de qualidade do ambito da sustentabilidade, que são socialmente aceitáveis e atrativos. O designer busca alia a atividade de criação, inteligência projetual, com o ecologicamente necessário. A consciência ambiental e a Amazônia sustentável vem ganhando mais espaço e sendo considerada essencial em empresas que tem um histórico poluidor, por exemplo a indústria têxtil. Que poderia ser alcançada com o manejo de espécies naturais ("fibras da amazônia"), como o uso da palmeira do ubucuzeiro, alternativa que atende a demanda crescente por produto artesanal e sustentável (ecodesign), gerando rentabilidade e recuperação das áreas degradadas.